# Dendronephthya habereri
Dendronephthya habereri is een zachte koraalsoort uit de familie Nephtheidae. De koraalsoort komt uit het geslacht Dendronephthya. Dendronephthya habereri werd in 1905 voor het eerst wetenschappelijk beschreven door Kükenthal. 